# Österreichische Poolbillard-Meisterschaft 2016
Die österreichische Poolbillard-Meisterschaft 2016 war die 36. Austragung der nationalen Meisterschaft in der Billardvariante Poolbillard. Sie fand vom 23. bis 26. Oktober 2016 im Stadtsaal in Radstadt im Bundesland Salzburg statt. Ausgespielt wurden die Disziplinen 8-Ball, 9-Ball, 10-Ball und 14/1 endlos.
Die Senioren-Wettbewerbe wurden bereits vom 13. bis 16. Mai 2016 im Freizeitcafe 1st Edition in Villach ausgetragen.
Petra Stadlbauer gelang es als erster Spielerin in einem Jahr österreichische Meisterin in allen vier Disziplinen zu werden. Zuletzt hatte Jasmin Ouschan 2006 alle Titel gewonnen, damals wurden jedoch nur drei Disziplinen ausgespielt. Erfolgreichster Spieler bei den Herren war Jürgen Jenisy mit zwei Meistertiteln und einem zweiten Platz. Im 14/1 endlos wurde Michael Felder nach 2001 und 2002 zum dritten Mal österreichischer Meister. Maximilian Lechner gewann im 9-Ball seinen insgesamt achten Meistertitel.

## Medaillengewinner
| Disziplin              | Gold                                         | Silber                                                | Bronze                                       | Bronze                                       |
| ---------------------- | -------------------------------------------- | ----------------------------------------------------- | -------------------------------------------- | -------------------------------------------- |
| Herren – 14/1 endlos   | Michael Felder (PBC Kremstal)                | Jürgen Jenisy (PBC 1st Edition Villach)               | Daniel Guttenberger (PBC Billardtempel Linz) | Kenneth Ohr (Pool X-Press Innsbruck)         |
| Herren – 8-Ball        | Jürgen Jenisy (PBC 1st Edition Villach)      | Maximilian Lechner (Pool X-Press Innsbruck)           | Thomas Knittel (BC Lechaschau)               | Georg Stettinger (Billard KÖÖ Sieben Wien)   |
| Herren – 10-Ball       | Jürgen Jenisy (PBC 1st Edition Villach)      | Patrick Kiesl (ASKÖ PBC Wels)                         | Maximilian Lechner (Pool X-Press Innsbruck)  | Michael Felder (PBC Kremstal)                |
| Herren – 9-Ball        | Maximilian Lechner (Pool X-Press Innsbruck)  | Michael Felder (PBC Kremstal)                         | Michael Stark (BC Wiener Neustadt)           | Nico Sallmayer (SBC Feldkirch)               |
| Damen – 14/1 endlos    | Petra Stadlbauer (SU Raika Zwettl)           | Marion Dressel (Pool-Stars Altach)                    | Clarissa Thöny (BSV PEGASUS-Eisenstadt)      | Christina Drexel (Top Shot Wien)             |
| Damen – 8-Ball         | Petra Stadlbauer (SU Raika Zwettl)           | Silvia Imre (PBC Cool-Pool Klagenfurt)                | Christina Drexel (Top Shot Wien)             | Marion Dressel (Pool-Stars Altach)           |
| Damen – 10-Ball        | Petra Stadlbauer (SU Raika Zwettl)           | Silvia Imre (PBC Cool-Pool Klagenfurt)                | Clarissa Thöny (BSV PEGASUS-Eisenstadt)      | Marion Dressel (Pool-Stars Altach)           |
| Damen – 9-Ball         | Petra Stadlbauer (SU Raika Zwettl)           | Teresa Bachler (BC Saustall Fieberbrunn)              | Clarissa Thöny (BSV PEGASUS-Eisenstadt)      | Marion Dressel (Pool-Stars Altach)           |
| Senioren – 9-Ball      | Christian Reiter (PSC ASKÖ Gmunden)          | Helmut Pichler (PBC 1st Edition Villach)              | Christian Ederl (BC Wiener Neustadt)         | Johann Schernthaner (BSV PEGASUS-Eisenstadt) |
| Senioren – 8-Ball      | Johann Schernthaner (BSV PEGASUS-Eisenstadt) | Robert Paier-Tschabuschnig (PBC Cool-Pool Klagenfurt) | Christian Ederl (BC Wiener Neustadt)         | Christian Reiter (PSC ASKÖ Gmunden)          |
| Senioren – 10-Ball     | Thomas Radakovits (BC Wiener Neustadt)       | Johann Wallner (UBSC Pfisterer Pongau)                | Christian Reiter (PSC ASKÖ Gmunden)          | Marcus Scheller (vereinslos)                 |
| Senioren – 14/1 endlos | Johann Schernthaner (BSV PEGASUS-Eisenstadt) | Mario Klaus (PBC ASKÖ Linz)                           | Fritz Hippmann (PBC Top Pool St.Pölten)      | Marcus Scheller (vereinslos)                 |